# Doʻstobod
Doʻstobod (uzb. cyr.: Дўстобод; ros.: Дустабад, Dustabad) – miasto we wschodnim Uzbekistanie, w wilajecie taszkenckim,  siedziba administracyjna tumanu Quyichirchiq. W 1989 roku liczyło ok. 12,4 tys. mieszkańców. Ośrodek przemysłu lekkiego.
Miejscowość otrzymała prawa miejskie w 1983 roku. Do 1991 roku miasto nosiło nazwę Soldatskiy (Sołdatskij).